# Cimowo
Cimowo (deutsch Zymowo, 1929–1945 Winterau) ist ein kleiner Ort in der polnischen Woiwodschaft Ermland-Masuren und gehört zur Stadt- und Landgemeinde Mikołajki (Nikolaiken) im Powiat Mrągowski (Kreis Sensburg).

## Geographische Lage
Cimowo liegt inmitten der Woiwodschaft Ermland-Masuren, 15 Kilometer südöstlich der Kreisstadt Mrągowo (deutsch Sensburg).

## Geschichte
Der nach 1785 Zimowa, um 1818 Zymowa, nach 1871 Szymowo, nach 1898 Zimowo und bis 1929 Zymowo genannte kleine Ort wurde im Jahre 1762 gegründet. Als Gutsdorf war es bis 1945 ein Wohnplatz in der Gemeinde Schaden (polnisch Stare Sady) im Kreis Sensburg in der preußischen Provinz Ostpreußen. 1785 wurde Zimowa als ein Erbfreigut mit drei Feuerstellen erwähnt. Die Zahl der Einwohner belief sich 1818 auf 11, 1839 auf 3, 1867 auf 41, genauso wie 1905. Am 30. Juni 1929 wurde Zymowo in Winterau umbenannt.
In Kriegsfolge kam der Ort 1945 mit dem gesamten südlichen Ostpreußen zu Polen und erhielt die polnische Namensform Cimowo. Heute ist er eine Ortschaft innerhalb der Stadt- und Landgemeinde Mikołajki (Nikolaiken) im Powiat Mrągowski (Kreis Sensburg), bis 1998 der Woiwodschaft Suwałki, seither der Woiwodschaft Ermland-Masuren zugehörig.

## Kirche
Bis 1945 war Zymowo resp. Winterau in die evangelische Pfarrkirche Nikolaiken in der Kirchenprovinz Ostpreußen der Evangelischen Kirche der Altpreußischen Union sowie in die katholische St.-Adalbert-Kirche in Sensburg im Bistum Ermland eingepfarrt.
Heute gehört Cimowo auch noch zur evangelischen Pfarrkirche in Mikołajki, die jetzt der Diözese Masuren der Evangelisch-Augsburgischen Kirche in Polen zugeordnet ist, und ebenfalls zur katholischen Pfarrei Mikołajki innerhalb des Bistums Ełk in der polnischen katholischen Kirche.

## Verkehr
Cimowo liegt nördlich der polnischen Landesstraße 16 (ehemalige deutsche Reichsstraße 127) und ist von ihr über Prawdowo (Prawdowen, 1929–1945 Wahrendorf) auf einer Nebenstraße nach Faszcze (Faszen, 1938–1945 Fasten) zu erreichen. Eine Bahnanbindung existiert nicht.